# Мониторинг в клинических испытаниях
Мониторинг в клинических испытаниях (клинический мониторинг) — это надзорные и административные мероприятия, которые позволяют следить за состоянием здоровья участников и эффективностью лечения в ходе клинического испытания. Как независимые, так и государственные учреждения, предоставляющие гранты, такие как Национальные институты здоровья США  и Всемирная организация здравоохранения требуют, чтобы протоколы мониторинга данных и безопасности для клинических испытаний фазы I и II соответствовали их стандартам .

## Мониторинг безопасности
Мониторинг безопасности клинического испытания проводится независимым врачом с соответствующей квалификацией. Это достигается путем оценки нежелательных явлений сразу после их возникновения и своевременного последующего контроля вплоть до их разрешения .
Ответственность за мониторинг данных и безопасности зависит от фазы исследования и может осуществляться спонсором, контрактной исследовательской организацией (КИО) или подрядчиком и/или главным исследователем / менеджером проекта, проводящим исследование. Независимо от используемого метода, мониторинг должен проводиться на регулярной основе. Контроль деятельности по мониторингу — обязанность спонсора.

## Особенности мониторинга
По данным Центра оценки и изучения лекарств Администрации по продуктам питания и лекарствам США, пять основных категорий недостатков, выявленных в ходе мониторинга клинических центров, как сообщается в Report to the Nation за 2001 год , таковы:
- несоблюдение протокола исследования (несоблюдение процедур и схемы лечения участников, а также несоблюдение графика проведения оценок);
- неспособность вести адекватные и точные записи;
- проблемы с формой информированного согласия;
- несоблюдение требований к репортированию нежелательных явлений;
- проблемы с ведением учета исследуемых продуктов.

Таким образом, основная цель мониторинга клинических испытаний — наблюдение за каждым клиническим центром для того, чтобы убедиться в соблюдении стандартных операционных процедур исследования, а также сообщение об отклонениях от плана исследования и управление ими по мере их возникновения. Планы мониторинга в США обычно также требуют четких процедур репортирования нежелательных явлений, вызванных лечением, локальному этическому комитету (ЛЭК) или этическому совету организации (также независимый этический комитет, ЭСО/НЭК) (institutional review board, IRB), Администрации по продуктам питания и лекарствам США и учреждению, финансирующему исследование . FDA сама поддерживает систему репортирования нежелательных явлений, возникших в ходе клинических испытаний, одобренных в США.

## Обязанности монитора клинических исследований
Мониторы клинических испытаний обязаны соблюдать план мониторинга, разработанный спонсором и исследователями клинического испытания. Должность монитора может называться по-разному, например специалист по клиническим испытаниям, местный монитор, монитор клинических испытаний, монитор клинического центра или специалист по качеству. Число мониторов в конкретном клиническом испытании зависит от масштаба и области самого испытания.
Почти все полевые наблюдения требуют регулярных визитов монитора в клинические центры в течение всего периода испытания. В некоторых случаях чрезвычайно простое испытание с низким уровнем риска может контролироваться по телефону, за исключением визитов открытия и закрытия исследования. Поскольку понятие «низкий риск» является субъективным, это определение должно быть закреплено во внутренних правилах и процедурах.

## Объем мониторинговых активностей
Уровень скрупулезности мониторинга варьирует от исследования к исследованию в зависимости от рисков и характера исследования.
В процессе разработки плана мониторинга учитываются следующие факторы :
- сложность протокола (включая токсичность исследуемых продуктов, наличие особых групп населения среди выборки, количество необходимых взаимодействий, продолжительность лечения и т. д.);
- риски лечения;
- исследуемое заболевание;
- число участников, набранных в испытание;
- число клинических центров (например, число клиник, имеющих доступ к лечению и назначающих его);
- эффективность и скорость работы клинических центров;
- стандартные операционные процедуры спонсора.

Некоторые из этих факторов зависят от фазы клинического испытания — например, в некоторых ранних исследованиях I фазы лекарств, действие которых на разных людей неизвестно, от монитора может потребоваться присутствие в течение всего или части периода лечения субъекта, а особенность исследований II фазы обычно заключается во включении нескольких клинических центров .
Общий план мониторинга должен оставаться достаточно последовательным, но стратегия для отдельных центров может значительно меняться в ходе исследования в зависимости от условий исследования и производительности центра.